# 科尔内亚德孔夫朗
科尔内亚德孔夫朗（法語：Corneilla-de-Conflent，法語發音：[kɔʁnɛja də kɔ̃flɑ̃] ⓘ，意为“孔夫朗的科尔内亚”）是法国东比利牛斯省的一个市镇，位于该省中部，属于普拉德区。

## 地理
科尔内亚德孔夫朗（42°33'59"N, 2°22'50"E）面积11.02 平方千米，位于法国奧克西塔尼大區东比利牛斯省，该省份为法国大陆部分最南部的省份，涵盖了北加泰罗尼亚，北起奥德省，西接阿列日省和安道尔，南与西班牙接壤，东临地中海。
与科尔内亚德孔夫朗接壤的市镇（或旧市镇、城区）包括：里亚-锡拉克、菲约尔斯、韦尔内莱班、菲亚、孔夫朗自由城。
科尔内亚德孔夫朗的时区为UTC+01:00、UTC+02:00（夏令时）。

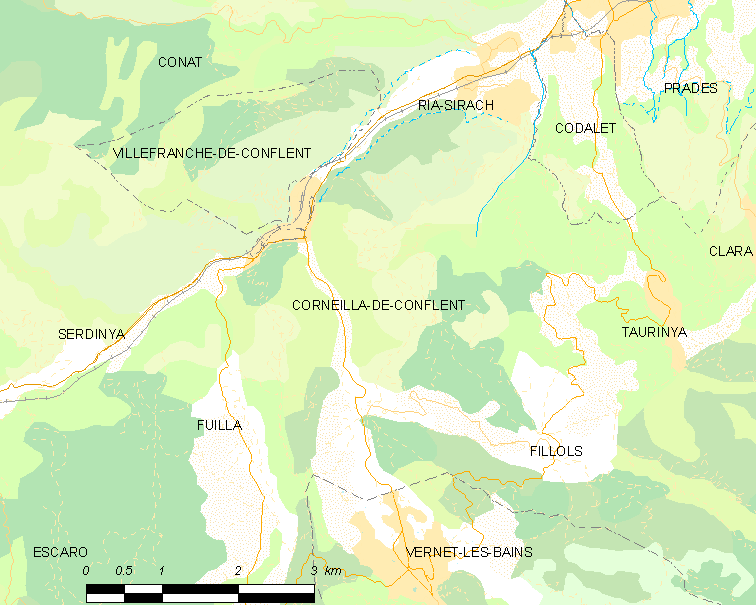
科尔内亚德孔夫朗的OSM定位图

## 行政
科尔内亚德孔夫朗的邮政编码为66820，INSEE市镇编码为66057。

## 政治
科尔内亚德孔夫朗所属的省级选区为勒卡尼古县。

## 人口

1962-2008年间科尔内亚德孔夫朗人口变化图示

科尔内亚德孔夫朗于2022年1月1日时的人口数量为532人。